# マルティン・シュマイサー
マルティン・シュマイサー（Martin Schmeißer、1912年11月28日〈ゴータ〉- 1981年2月6日〈バート・ノイェンアール＝アールヴァイラー〉）は、ドイツの化学者であり、アーヘン工科大学の学長と、1968年から1976年まで新設されたドルトムント大学の学長を務めた。

## 生涯と活動
化学を学び、ローベルト・シュヴァルツの下で学位（学位論文 "Über das Germaniumphenyl"）を取得し、1936年から1938年までの2年間カールスルーエ工科大学で働いた。その後、ケーニヒスベルク大学へ移り、1940年6月5日に大学教授資格を得た（大学教授資格論文 "Über Bromstickstoff"）。また、三フッ化ヨウ素の合成に成功した。
第二次世界大戦後、数年間民間で働き、その後1949年にミュンヘン大学移った。ここで最初はシュマイサーは研究助手としてエゴン・ヴィベルクの下で働き、1955年に准教授となった。1957年、博士研究の指導教員であったローベルト・シュヴァルツがシュマイサーをアーヘン工科大学へ招聘し、自身の後継者として無機化学・電気化学研究所の長に据えた。そのわずか2年後、シュマイサーは一般化学部の学部長に選出され、1961年から1963年までアーヘン工科大学の学長を務めた。
1965年、州政府がドルトムントに大学を設立することを決定し、同年に大学図書館の起工式が執り行われた。1968年9月16日、シュマイサーは新設大学の学長として公表された。
シュマイサーはアーヘン西墓地に埋葬されている。

## 栄誉
1970年、シュマイサーはアーヘン工科大から金メダルを贈られた。加えて、1976年にピカルディ・ジュール・ヴェルヌ大学から名誉博士号を授与された。
1980年、シュマイサーはドイツ連邦共和国大功労十字章を授与された。

## その他
ドルトムント市とドルトムント経済界の主導によって設立されたマルティン・シュマイサー財団はシュマイサーに因んで名付けられている。財団は学生、研究者、大学の外国人訪問者のための奨学金を提供している。
ドルトムント大学の北キャンパスにあるMartin-Schmeißer-WegとMartin-Schmeißer-Platzもシュマイサーの名に因む。